# 다소 미라주 IV

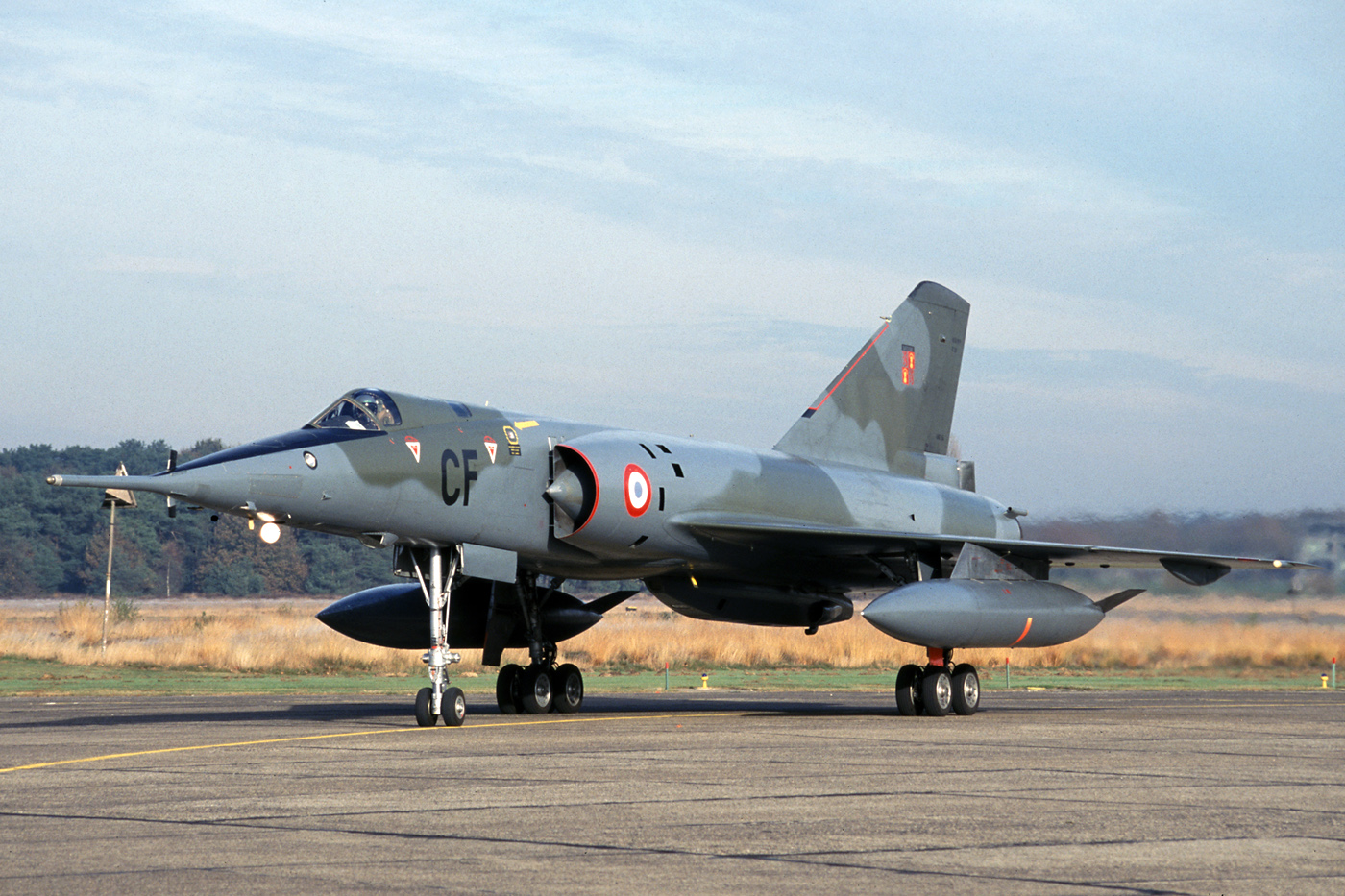
다소 미라주 IV

다소 미라주 IV(Dassault Mirage IV)는 프랑스 공군의 전투기이다. 2인승 쌍발엔진 핵폭격기 버전으로, 한국의 F-15K 전투기와 비슷한 크기이다.

## 역사

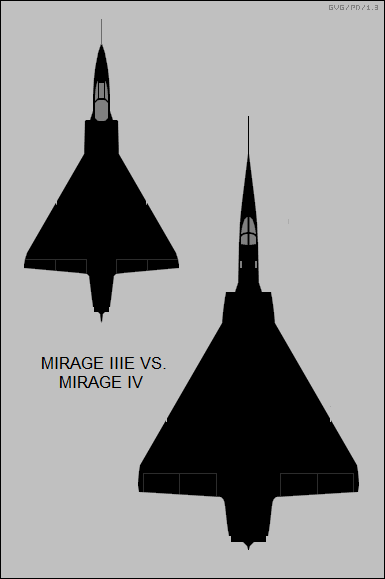
미라주 IIIE 요격기 보다 2배 큰 미라주 IV 핵폭격기

1959년 6월 17일 초도비행에 성공, 1964년 10월에 실전배치되었다. 시제기 4대와 양산기 62대가 생산되었다. 1996년 핵폭탄 투하 임무가 종료되었다. 2005년 정찰기 버전까지 모두 퇴역했다.
1956년 5월, 기 몰레 정부는 공중급유가 되고, 길이 5.2 m, 무게 3톤의 핵폭탄을 장착하여 공중급유 없이 2,000 km 떨어진 모스크바를 핵공격 하는 초음속 폭격기 개발을 계획했다.
1956년 11월 17일 초도비행한 다소 미라주 III는 적 전투기를 요격하는 요격기로 단발엔진의 소형 기체로 개발되었다. 반면에 다소 미라주 IV는 처음부터 핵공격을 주임무로 하여 쌍발엔진의 대형 기체로 개발되었다.

## 제원
일반 특성
- 승무원: 2명
- 길이: 23.49 m (77 ft 1 in)
- 날개폭: 11.85 m (38 ft 10½ in)
- 높이: 5.40 m (17 ft 8½ in)
- 날개면적: 78.00 m² (839.6 ft²)
- 경하중량: 14,500 kg (31,967 lb)
- 만재중량: 31,600 kg (69,700 lb)
- 최대이륙중량: 33,475 kg (73,800 lb)
- 엔진: 2 × SNECMA Atar 9K-50 터보젯
  - 드라이 추력: 49.03 kN (11,023 lbf) 각각
  - 애프터버너 추력: 70.61 kN (15,873 lbf) 각각

성능
- 최고속도: 마하 2.2 (2,340 km/h, 1,264 knots, 1,454 mph), 고도 13,125 m (40,000 ft)
- 전투행동반경: 1,240 km (670 nmi, 775 mi)
- 항속거리: 4,000 km (2,160 nm, 2,484 mi)
- 임무고도: 20,000 m (65,600 ft)
- 상승률: 11,000 m (36,100 ft) 도달에 4분 15초

무장
- 폭탄:
- 1× AN-11 무게 1500 kg, 폭발력 60 kt 자유낙하 핵폭탄 또는
- 1× AN-22 무게 700 kg, 폭발력 70 kt 자유낙하 핵폭탄 또는
- 1× ASMP (미라주 IVP) 사거리 300 km, 폭발력 300 kt 핵순항미사일
- 16× 454 kg (1,000 lb) 자유낙하 재래식 폭탄

항법장비
- Thomson-CSF navigation radar
- Doppler navigation
- CT-52 정찰 포드

## 같이 보기
- 아브로 벌컨